# 팬픽에서 연애까지
"팬픽에서 연애까지"는 2022년 12월 22일에 개봉된 대한민국의 영화다.

## 캐스팅
- 이지원 : 연희 역
- 이우진 : 우영 역
- 이정원 : 가현 역
- 최내인 : 민호 역
- 양주미 : 주영 역
- 김대윤 : 태수 역
- 윤라영 : 민지 역
- 이바다 : 유리 역
- 강지아 : 선경 역
- 윤태균 : 택시 기사 역
- 이정우 : 술집 남자 역
- 박수빈 : 술집 여자 역
- 한울 : 카페 남자 역
- 김동민 : 카페 커플 남자 역
- 이채운 : 카페 커플 여자 역
- 김승겸 : 공원 행인1 역
- 박주영 : 공원 행인1 역
- 이서연 : 공원 행인1 역
- 김예은 : 골목 행인1 역
- 성재영 : 골목 행인2 역
- 유희종 : 골목 행인3 역
- 김홍표 : 편집장 역 (특별출연)
- 이다슬 : 연희모 역 (특별출연)